# Маузер
Маузер, немачка фабрика ватреног оружја и муниције основана 1874, позната по производњи пушака са обртночепним затварачем и полуаутоматских пиштоља.

## Историја
Фабрику Маузер из Оберндорфа основала су браћа Вилхелм (1834-1882) и Паул Маузер (1838-1914).  Њих двојица су 1865. конструисали једнометну пушку острагушу са модернизованим обртночепним затварачем. Уз то, браћа Маузер су први у Европи почели да производе сједињене метке са централним паљењем и металном чахуром, које су измислили Британац Едвард Боксер (1866) и Американац Хирам Бердан (1868).
Маузерова пушка са сједињеним метком је 1871. уведена у наоружање немачке војске као Маузер М1871. Нова пушка, а нарочито Маузеров обртночепни затварач, показао се тако ефикасним, простим и поузданим, да је његова примена усвојена широм света, а фабрика Маузер постала је крајем 19. века један од водећих произвођача оружја у Европи. Тако је 1880. фирма Маузер произвела 100.000 пушака Маузер-Кока за српску војску. На истом принципу (Маузеровог затварача) произведено је више модела брзометних пушака, које су усвојене као службено војничко оружје у Немачкој, Аргентини, Белгији, Србији, Шпанији и Турској. Такође, произведено је и више веома популарних модела полуаутоматских пиштоља.

### Име фабрике
- Краљевска виртрембершка фабрика пушака - од 1811. Königlich Württembergische Gewehrfabrikдо 1874. године.
- Браћа Маузер - od 1874. do 1884. године.[3]
- Фабрика оружја Маузер - od 1884. године.[3]

## Производи

### Војничке пушке
- Маузер М1871,
- Маузер М1880 (Маузер-Кока),
- Маузер М1891,
- Маузер М1898,
- Маузер М1924,[4]
- К98 Маузер

### Пиштољи
- Маузер (револвер),
- Маузер Ц96,
- Маузер М1908.[5]